# 八条殿
八条殿（はちじょうでん）は、八条宮の邸宅。

## 概要
八条宮は智仁親王が新しく創設した世襲親王家であり、その邸宅が八条殿である。また、古い桂離宮のことでもある。この、桂離宮が由来で最終的に八条宮の名は桂宮となる。また、この八条殿を完全に最後まで作り上げたのは智仁親王の王子で、2代八条宮の智忠親王である。
八条宮は1度常磐井宮に改称し、そのあと京極宮に改称し、最終的に桂宮に改称することとなる。